# Liste der Lieder von Nirvana

Logo der Band

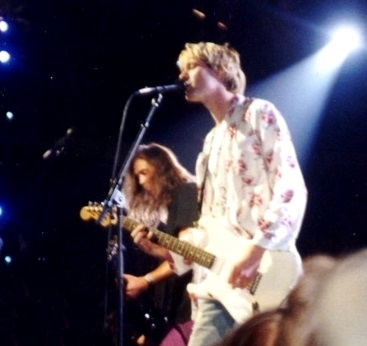
Nirvana Live (1992)

Dies ist eine Liste der Lieder der US-amerikanischen Grunge-Musikgruppe Nirvana. Für eine Chartübersicht siehe Nirvana (US-amerikanische Band)/Diskografie.

## Liste

### A
| Titel                | Autoren                                              | Album               | Jahr |
| -------------------- | ---------------------------------------------------- | ------------------- | ---- |
| About a Girl         | Kurt Cobain                                          | Bleach              | 1988 |
| Aero Zeppelin        | Kurt Cobain, Krist Novoselic                         | Incesticide         | 1991 |
| Ain’t It a Shame     | Huddie Ledbetter                                     | With the Lights Out | 1989 |
| Alcohol              |                                                      |                     |      |
| All Apologies        | Kurt Cobain                                          | In Utero            | 1993 |
| All You Need Is Love | John Lennon, Paul McCartney The Beatles              |                     |      |
| Aneurysm             | Kurt Cobain, Dave Grohl, Krist Novoselić, Dan Peters | Hormoaning          | 1990 |
| Anorexorcist         | Kurt Cobain                                          | With the Lights Out | 1987 |

### B
| Titel        | Autoren                                  | Album               | Jahr |
| ------------ | ---------------------------------------- | ------------------- | ---- |
| Beans        |                                          | With the Lights Out |      |
| Been a Son   | Kurt Cobain                              | Incesticide         | 1989 |
| Beeswax      | Kurt Cobain                              | Incesticide         | 1991 |
| Big Cheese   | Kurt Cobain, Chris Novoselic             | Bleach              | 1988 |
| Big Long Now | Kurt Cobain                              | Incesticide         | 1991 |
| Blandest     |                                          | With the Lights Out | 1988 |
| Blew         | Kurt Cobain                              | Bleach              | 1989 |
| Breed        | Kurt Cobain, Dave Grohl, Krist Novoselić | Nevermind           | 1991 |

### C
| Titel                     | Autoren                                  | Album                                 | Jahr |
| ------------------------- | ---------------------------------------- | ------------------------------------- | ---- |
| Clean Up Before She Comes |                                          | With the Lights Out                   |      |
| Come As You Are           | Kurt Cobain, Dave Grohl, Krist Novoselić | Nevermind                             | 1991 |
| Come on Death             |                                          |                                       |      |
| Curmudgeon                | Kurt Cobain, Dave Grohl, Krist Novoselić | Lithium (Single), With the Lights Out | 1992 |

### D
| Titel             | Autoren                                  | Album                                      | Jahr |
| ----------------- | ---------------------------------------- | ------------------------------------------ | ---- |
| D-7               | Greg Sage                                | Hormoaning, With the Lights Out            | 1990 |
| Dive              | Kurt Cobain, Krist Novoselic             | Incesticide                                | 1988 |
| Do Re Mi          | Kurt Cobain                              | With the Lights Out                        | 1994 |
| Do You Love Me?   | Bob Ezrin, Kim Fowley, Paul Stanley Kiss | Hard to Believe: A KISS Covers Compilation | 1992 |
| Don’t Want It All | Kurt Cobain                              | With the Lights Out                        |      |
| Downer            | Kurt Cobain                              | Bleach, Incesticide                        | 1988 |
| Drain You         | Kurt Cobain, Dave Grohl, Krist Novoselić | Nevermind                                  | 1990 |
| Dumb              | Kurt Cobain                              | In Utero                                   | 1991 |

### E
| Titel             | Autoren                                                                 | Album                                                    | Jahr |
| ----------------- | ----------------------------------------------------------------------- | -------------------------------------------------------- | ---- |
| Endless, Nameless | Kurt Cobain, Dave Grohl, Krist Novoselić                                | Nevermind, Come As You Are (Single), With the Lights Out | 1991 |
| Even In His Youth | Chad Channing, Kurt Cobain, Dale Crover, Jason Everman, Krist Novoselić | Hormoaning                                               | 1989 |

### F
| Titel                                           | Autoren     | Album    | Jahr |
| ----------------------------------------------- | ----------- | -------- | ---- |
| Floyd the Barber                                | Kurt Cobain | Bleach   | 1988 |
| Frances Farmer Will Have Her Revenge on Seattle | Kurt Cobain | In Utero | 1993 |

### G
| Titel                                             | Autoren                                  | Album               | Jahr |
| ------------------------------------------------- | ---------------------------------------- | ------------------- | ---- |
| Gallons of Rubbing Alcohol Flow Through the Strip | Kurt Cobain, Dave Grohl, Krist Novoselic | In Utero            | 1993 |
| Grey Goose                                        | Huddie Ledbetter                         | With The Lights Out | 1989 |

### H
| Titel              | Autoren                                                                       | Album               | Jahr |
| ------------------ | ----------------------------------------------------------------------------- | ------------------- | ---- |
| Hairspray Queen    | Kurt Cobain, Krist Novoselic                                                  | Incesticide         | 1991 |
| Heartbreaker       | John Bonham, John Paul Jones, Jimmy Page, Robert Plant Led Zeppelin           |                     | 1987 |
| Heart-Shaped Box   | Kurt Cobain                                                                   | In Utero            | 1993 |
| Help Me I’m Hungry |                                                                               | With the Lights Out | 1987 |
| Here She Comes Now | John Cale, Sterling Morrison, Lou Reed, Maureen Tucker The Velvet Underground |                     |      |

### I
| Titel                         | Autoren                                   | Album                                                              | Jahr |
| ----------------------------- | ----------------------------------------- | ------------------------------------------------------------------ | ---- |
| I Hate Myself and Want to Die | Kurt Cobain                               | The Beavis and Butt-Head Experience (Sampler), With the Lights Out | 1990 |
| If You Must                   | Kurt Cobain                               | With the Lights Out                                                | 1988 |
| Immigrant Song                | Jimmy Page, Robert Plant („Led Zeppelin“) |                                                                    |      |
| In Bloom                      | Kurt Cobain                               | Nevermind                                                          | 1990 |

### J
| Titel                               | Autoren                                       | Album                     | Jahr |
| ----------------------------------- | --------------------------------------------- | ------------------------- | ---- |
| Jesus Doesn’t Want Me for a Sunbeam | Eugene Kelly, Francis McKee („The Vaselines“) | MTV Unplugged in New York | 1994 |

### L
| Titel        | Autoren                                  | Album                     | Jahr |
| ------------ | ---------------------------------------- | ------------------------- | ---- |
| Lake of Fire | Curt Kirkwood Meat Puppets               | MTV Unplugged in New York | 1994 |
| Lithium      | Kurt Cobain                              | Nevermind                 | 1990 |
| Lounge Act   | Kurt Cobain, Dave Grohl, Krist Novoselić | Nevermind                 | 1991 |
| Love Buzz    | Robbie van Leeuwen Shocking Blue         | Bleach                    | 1988 |

### M
| Titel            | Autoren                                       | Album                            | Jahr |
| ---------------- | --------------------------------------------- | -------------------------------- | ---- |
| Marigold         | Dave Grohl                                    | Heart-Shaped Box (Single)        | 1993 |
| Mexican Seafood  | Kurt Cobain                                   | Incesticide                      | 1991 |
| Milk It          | Kurt Cobain                                   | In Utero                         | 1993 |
| Moist Vagina     |                                               | All Apologies / Rape Me (Single) | 1993 |
| Molly’s Lips     | Eugene Kelly, Francis McKee („The Vaselines“) | Hormoaning                       | 1991 |
| Mr. Moustache    | Kurt Cobain                                   | Bleach                           | 1989 |
| Mrs. Butterworth |                                               | With the Lights Out              | 1988 |

### N
| Titel          | Autoren     | Album  | Jahr |
| -------------- | ----------- | ------ | ---- |
| Negative Creep | Kurt Cobain | Bleach | 1989 |

### O
| Titel         | Autoren                                  | Album                     | Jahr |
| ------------- | ---------------------------------------- | ------------------------- | ---- |
| Oh, Me        | Curt Kirkwood („Meat Puppets“)           | MTV Unplugged in New York | 1994 |
| Oh, the Guilt | Kurt Cobain                              | Oh the Guilt (Single)     | 1992 |
| Old Age       | Kurt Cobain                              | With the Lights Out       | 1991 |
| On A Plain    | Kurt Cobain, Dave Grohl, Krist Novoselić | Nevermind                 | 1991 |
| Opinion       | Kurt Cobain                              | With the Lights Out       | 1990 |

### P
| Titel                | Autoren                                                          | Album                     | Jahr |
| -------------------- | ---------------------------------------------------------------- | ------------------------- | ---- |
| Paper Cuts           | Kurt Cobain                                                      | Bleach                    | 1989 |
| Pauncola / Moby Dick | John Bonham, Moby Dick, John Paul Jones, Jimmy Page Led Zeppelin |                           | 1988 |
| Pen Cap Chew         |                                                                  | With the Lights Out       | 1988 |
| Pennyroyal Tea       | Kurt Cobain                                                      | In Utero                  | 1993 |
| Plateau              | Curt Kirkwood                                                    | MTV Unplugged in New York | 1994 |
| Play to Play         |                                                                  | With the Lights Out       | 1990 |
| Polly                | Kurt Cobain, Dave Grohl, Krist Novoselić                         | Nevermind                 | 1988 |

### R
| Titel                       | Autoren     | Album               | Jahr |
| --------------------------- | ----------- | ------------------- | ---- |
| Radio Friendly Unit Shifter | Kurt Cobain | In Utero            | 1993 |
| Rape Me                     | Kurt Cobain | In Utero            | 1992 |
| Return of the Rat           | Greg Sage   | With the Lights Out | 1992 |

### S
| Titel                   | Autoren                                  | Album               | Jahr |
| ----------------------- | ---------------------------------------- | ------------------- | ---- |
| Sappy                   |                                          | With the Lights Out | 1993 |
| Scentless Apprentice    | Kurt Cobain, Dave Grohl, Krist Novoselić | In Utero            | 1992 |
| School                  | Kurt Cobain                              | Bleach              | 1989 |
| Scoff                   | Kurt Cobain                              | Bleach              | 1989 |
| Seasons in the Sun      | Jacques Brel, Rod McKuen                 |                     | 1993 |
| Serve the Servants      | Kurt Cobain                              | In Utero            | 1993 |
| Sifting                 | Kurt Cobain                              | Bleach              | 1989 |
| Sliver                  | Kurt Cobain                              | Sliver (Single)     | 1990 |
| Smells Like Teen Spirit | Kurt Cobain, Dave Grohl, Krist Novoselić | Nevermind           | 1991 |
| Something in the Way    | Kurt Cobain, Dave Grohl, Krist Novoselić | Nevermind           | 1991 |
| Son of a Gun            | The Vaselines                            | Hormoaning          | 1991 |
| Spank Thru              | Kurt Cobain                              | Sliver (Single)     | 1990 |
| Stain                   | Kurt Cobain                              | Blew (Single)       | 1989 |
| Stay Away               | Kurt Cobain, Dave Grohl, Krist Novoselić | Nevermind           | 1991 |
| Swap Meet               | Kurt Cobain                              | Bleach              | 1989 |

### T
| Titel                      | Autoren                                  | Album                     | Jahr |
| -------------------------- | ---------------------------------------- | ------------------------- | ---- |
| Territorial Pissings       | Kurt Cobain, Dave Grohl, Krist Novoselić | Nevermind                 | 1991 |
| The End                    |                                          |                           |      |
| The Man Who Sold the World | David Bowie                              | MTV Unplugged in New York | 1994 |
| The Other Improv           |                                          | With the Lights Out       | 1993 |
| They Hung Him on a Cross   | Huddie Ledbetter                         | With the Lights Out       | 1989 |
| Token Eastern Song         |                                          | With the Lights Out       | 1989 |
| Tourette’s                 | Kurt Cobain                              | In Utero                  | 1993 |
| Turnaround                 | Devo                                     | Hormoaning                | 1991 |

### V
| Titel              | Autoren     | Album    | Jahr |
| ------------------ | ----------- | -------- | ---- |
| Verse Chorus Verse |             |          | 1991 |
| Very Ape           | Kurt Cobain | In Utero | 1993 |

### W
| Titel                          | Autoren          | Album                     | Jahr |
| ------------------------------ | ---------------- | ------------------------- | ---- |
| Where Did You Sleep Last Night | Huddie Ledbetter | MTV Unplugged in New York | 1990 |
| White Lace and Strange         | Bond             | With the Lights Out       | 1987 |

### Y
| Titel                 | Autoren     | Album   | Jahr |
| --------------------- | ----------- | ------- | ---- |
| You Know You’re Right | Kurt Cobain | Nirvana | 1994 |